# FC Callatis Mangalia
Callatis Mangalia a fost un club de fotbal din Mangalia, România care a evoluat Liga a III-a. Clubul a fost desființat în 2012, pe vremea când echipa evolua în Liga a II-a. S-a fondat o nouă echipă FC Callatis Mangalia 2012, promovată în Liga a III-a în sezonul 2012-2013. Echipa a fost desființată din nou în 2015.

## Istoric

### Metalul Mangalia
Clubul a fost înființat în 1962 sub denumirea de Metalul Mangalia și a fost susținut financiar de Șantierul Naval Militar Mangalia. Clubul a fost inițial umbrit de rivala locală Marina Mangalia și a jucat doar în ligile regionale.
În sezonul 1968–1969, Metalul a reușit să câștige Campionatul Județean Constanța, dar a pierdut promovarea în divizia a treia în fața lui Laromet București, câștigătoarea Campionatului Municipal București (0–0 la Mangalia și 0–2 la București).
În urma unui sezon foarte bun 1979-1980, Metalul a devenit din nou campioana campionatului județean Constanța(azi liga a 4-a Constanța) iar apoi a câștigat barajul în urma căruia a promovat pentru prima dată în Divizia C.
După ce sa plasat la mijlocul clasamentului, clubul a fost promovat în Divizia B patru ani mai târziu. Doar un an mai târziu, clubul a trebuit să retrogradeze din nou. Promovarea directă nu a fost posibilă, Metalul a terminat doar sezonul 1985/86 pe locul doisprezece. La finalul sezonului 1987/88 a urmat a doua promovare în Divizia B, care a dus din nou la retrogradarea imediată.

### Callatis Mangalia
După Revoluția Română, clubul și-a schimbat numele în Callatis Mangalia (numit după numele istoric grecesc al orașului). La finalul sezonului 1989/90 a mai avut loc o promovare. Clubul a jucat în Diviziei B timp de cinci ani. După trei ani, în care clasarile au fost într-o poziție de mijloc, clubul a alunecat în zona retrogradării și a trebuit să părăsească liga în 1995 de pe ultimul loc al clasamentului.

### Callatis Daewoo Mangalia
După retrogradare, Callatis s-a aflat inițial la mijlocul clasamentului în Divizia C. Abia când Grupul Daewoo s-a implicat, în 1997, lucrurile au început să se amelioreze din nou. De atunci clubul s-a numit Callatis Daewoo Mangalia. După un loc al patrulea la sfârșitul sezonului 1997/98, a urmat promovarea în 1999. Retrogradarea în sezonul 1999/2000 a fost urmată de retrogradarea în 2001, în urma căreia Daewoo și-a încheiat implicarea și clubul a revenit la numele său Callatis Mangalia. 

### Callatis Mangalia
În 2003, Callatis a promovat în Divizia B când Callatis a beneficiat de o creștere a numărului echipelor. Calitatea de membru al ligii a doua s-a încheiat în 2006 din cauza unei noi reforme a ligii, prin care Divizia B a fost redusă de la trei la două serii, iar Callatis a trebuit să retrogradeze în ciuda unui loc la mijlocul clasamentului.
În Liga a III-a, Callatis s-a plasat la mijlocul clasamentului timp de trei ani la rând. După ce a terminat pe locul cinci în sezonul 2009-2010, clubul a revenit în Liga a II-a în 2011, după ce a câștigat Seria II din Liga a III-a, a reușit să termine mai sus decât principala sa rivală, Unirea Slobozia. Antrenorul de promovare Erik Lincar a părăsit apoi clubul și a fost înlocuit de Marin Barbu pe 27 iunie 2011. Callatis a revenit în Liga a II-a după o absență de 5 ani, ultima dată jucând acolo în sezonul 2005-2006. El a demisionat pe 27 septembrie 2011, după ce clubul a pierdut cinci din primele șase meciuri de campionat și se afla pe ultimul loc în clasament. Antrenorul asistent anterior Cristian Șchiopu a preluat echipa cu titlu interimar timp de două zile de meci, până când un nou antrenor principal, Mugurel Cornățeanu, a fost introdus pe 10 octombrie 2011.
Cu doar 4 zile înainte de începerea Ligii II 2012–13, s-a retras din campionat din cauza dificultăților financiare. A fost înregistrat pentru sezonul 2012-2013 în Liga a IV-a și promovat la finalul acestuia în Liga a III-a.
În vara lui 2015, după două sezoane în Liga a III-a, echipa s-a retras din cauza problemelor financiare.

## Lotul actual
La 5 august 2014.
Portari: Geomadin Erwin

Fundași: Posteucă Marian, Florea Laurențiu

Mijlocași: Bolat Enis, Prodan Dănuț

Atacanți: Doicaru Radu

## Palmares
| Competiții            | Poziția       | Titluri | Sezoane                       |
| --------------------- | ------------- | ------- | ----------------------------- |
| Liga III              | Campioană     | 5       | 1984, 1988, 1990, 1999, 2011. |
| Liga III              | Vicecampioană | 1       | 2002.                         |
| Liga a IV-a Constanța | Campioană     | 3       | 1969, 1980, 2013.             |
| Cupa României         |               |         |                               |

- Referințe:[7][8][9][10][11]

## Jucători notabili
| - Geomadin Erwin - Marcel Abăluță - Mugurel Cornățeanu - Adrian Bumbescu - Ilie Bărbulescu - Radu Doicaru - Costin Caraman - Marius Nae - Ovidiu Stoianof - Dorel Zaharia - Adrian Senin - Adrian Voicu - Alexandru Grigoraș | - George Sofroni - Cristian Săpunaru - Dan Săndulescu - Adrian Stoean - Cristian Fogarassy - Gabriel Toma - Liviu Bădescu - Marian Purică - Ladislau Pal - Valentin Popa - Cristinel Nițoi - Neculai Tănasă - Viorel Năstase | - Ghiță Avram - Ștefan Nanu - Alexandru Chipciu - Cătălin Ojiga - Iulian Oprea - Ion Lavi Hrib - Răzvan Constantin Păunescu - Radu Ferenți - Bănică Oprea - Marian Dinu - Sandu Culeafă - Romeo Colda - Ciprian Colda | - Marius Axinciuc - Marius Zadea - Sorin Țeican - Erdinci Cogali - Daniel Iftime - Daniel Constantin Florea - Daniel Stanciu - Ionuț Pătrană - Laurențiu Marius Filiuta - Marian Gheorghe |

## Antrenori notabili
- Mihai Stoichiță (1991–1992)
- Daniel Rădulescu (2000–2001)
- Ion Dumitru (2001)
- Imilian Șerbănică (2003–2005)
- Mugurel Cornățeanu (2008–2009)
- Erik Lincar (2010–2011)
- Marin Barbu ((27.06.2011–27.09.2011))
- Cristian Șchiopu (27.09.2011–10.10.2011)
- Mugurel Cornățeanu (10.10.2011–vara.2013)
- Nicolae Tilihoi
- Cristian Cămui
- Constantin Gache
- Constantin Bârboră